# Journey to the West
Journey to the West è un album in studio di colonna sonora per Monkey: Journey to the West, adattamento teatrale del romanzo Viaggio in Occidente di Wú Chéng'ēn. Il disco, pubblicato a nome Monkey, è stato composto dal musicista inglese Damon Albarn, lyric di Chen Shi-Zheng e realizzato con l'ensemble di musica cinese internazionale UK Chinese Ensemble. Il disco è stato pubblicato nel 2008 in diversi formati: CD, doppio vinile e digitale.

## Tracce
1. Monkey's World – 2:34
2. Monkey Travels – 0:45
3. Into the Eastern Sea – 0:35
4. The Living Sea – 1:54
5. The Dragon King – 2:19
6. Iron Rod – 1:06
7. Out of the Eastern Sea – 1:05
8. Heavenly Peach Banquet – 3:32
9. Battle Into Heaven – 3:30
10. O Mi to Fu – 0:57
11. Whisper – 2:17
12. Tripitaka's Curse – 1:22
13. Confessions of a Pig – 3:21
14. Sandy the River Demon – 2:16
15. March of the Volunteers – 1:52
16. The White Skeleton Demon – 1:34
17. Monk's Song – 1:46
18. I Love Buddha – 2:43
19. March of the Iron Army – 2:45
20. Pigsy in Space – 2:16
21. Monkey Bee – 5:01
22. Disappearing Volcano – 6:09